# Harmik Singh
Harmik Singh (* 10. Juni 1947 in Gujranwala, heute Pakistan) ist ein ehemaliger indischer Hockeyspieler. Er gewann mit der indischen Hockeynationalmannschaft bei Olympischen Spielen zweimal Bronze und war 1973 Weltmeisterschaftszweiter.

## Karriere
Der Defensivspieler Harmik Singh gewann mit der indischen Mannschaft Gold bei den Asienspielen 1966 in Bangkok. Bei den Olympischen Spielen 1968 in Mexiko-Stadt gewann die indische Mannschaft ihre Vorrundengruppe, unterlag aber im Halbfinale den Australiern nach Verlängerung mit 2:1 und verpasste damit erstmals das Olympiafinale. Im Spiel um den dritten Platz besiegten die Inder die deutsche Mannschaft mit 2:1. 1970 wurden die Asienspiele in Bangkok ausgetragen, die pakistanische Mannschaft gewann das Finale gegen die indische Mannschaft. 1971 fand in Barcelona die erste Weltmeisterschaft statt. Die indische Mannschaft verlor im Halbfinale gegen die Mannschaft Pakistans und gewann Bronze durch einen Sieg in der Verlängerung über die Kenianer. 
1972 bei den Olympischen Spielen in München gewannen die Inder einmal mehr ihre Vorrundengruppe, unterlagen aber im Halbfinale den Pakistanern mit 0:2. Im Spiel um Bronze bezwangen sie die niederländische Mannschaft mit 2:1. Bei der Weltmeisterschaft 1973 in Amstelveen belegten die Inder in der Vorrunde den zweiten Platz hinter der deutschen Mannschaft. Mit einem 1:0-Sieg über Pakistan im Halbfinale erreichte die indische Mannschaft das Finale, dort unterlagen sie den Niederländern im Shootout. Im Jahr darauf unterlagen die Inder im Finale der Asienspiele 1974 der Mannschaft Pakistans.
Harmik Singh war Angehöriger der indischen Grenztruppen. Er wurde 1997 mit dem Arjuna Award ausgezeichnet.